# Дуби черешчаті (Хорольське лісництво)

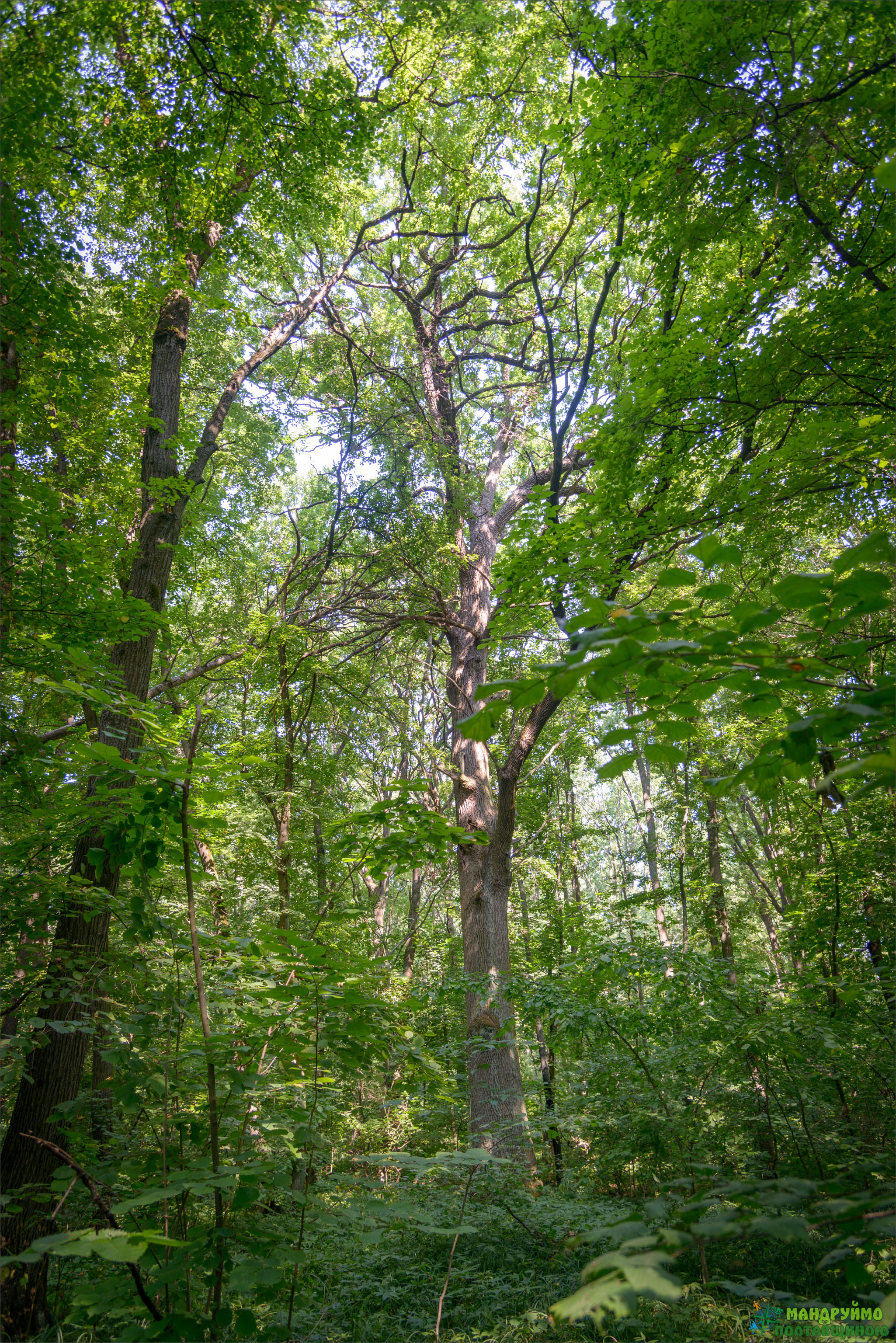

Дуби чере́шчаті — ботанічна пам'ятка природи місцевого значення в Україні, яка складається з двох вікових дерев. Пам'ятка природи розташована поруч з селом Шишаки Хорольській міській громаді Лубенського району Полтавської області.
Два дуби ростуть в урочищі Рівне Хорольського лісництва у кварталі 23, виділ 11. Площа становить 0,1 га. найстаріше дерево має вік понад 400 років та охват стовбуру 444 см.
Статус надано згідно з рішенням облвиконкому від № 74 від 17.04.1992 року. Пам'ятка природи перебуває у віданні ДП «Лубенський лісгосп».
Статус охоронного об'єкта природи надано для збереження двох екземплярів вікових дубів звичайних.